# Ctenoplectron fuliginosum
Ctenoplectron fuliginosum là một loài bọ cánh cứng trong họ Tetratomidae. Loài này được Broun miêu tả khoa học năm 1880.